# Mercedes-Benz Zetros
Mercedes-Benz Zetros - ciężka ciężarówka produkowana przez koncern Mercedes-Benz. Auto łączy w sobie cechy terenowego Unimoga oraz szosowego Actrosa.
Pojazd przeznaczony jest głównie dla wojska i służb specjalnych do działań w trudnych warunkach, ale także dla zastosowania w rolnictwie.

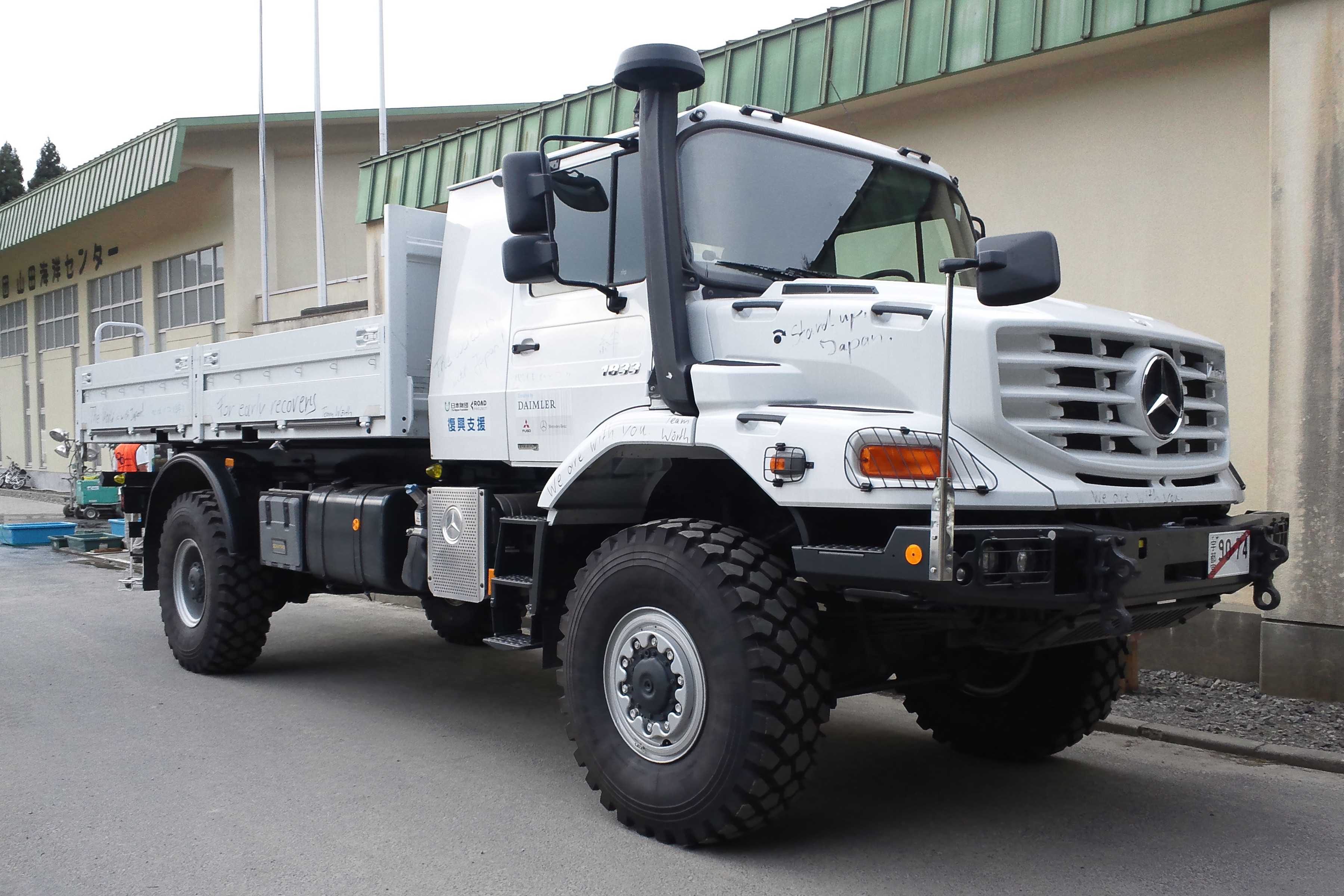
Mercedes-Benz Zetros 1833
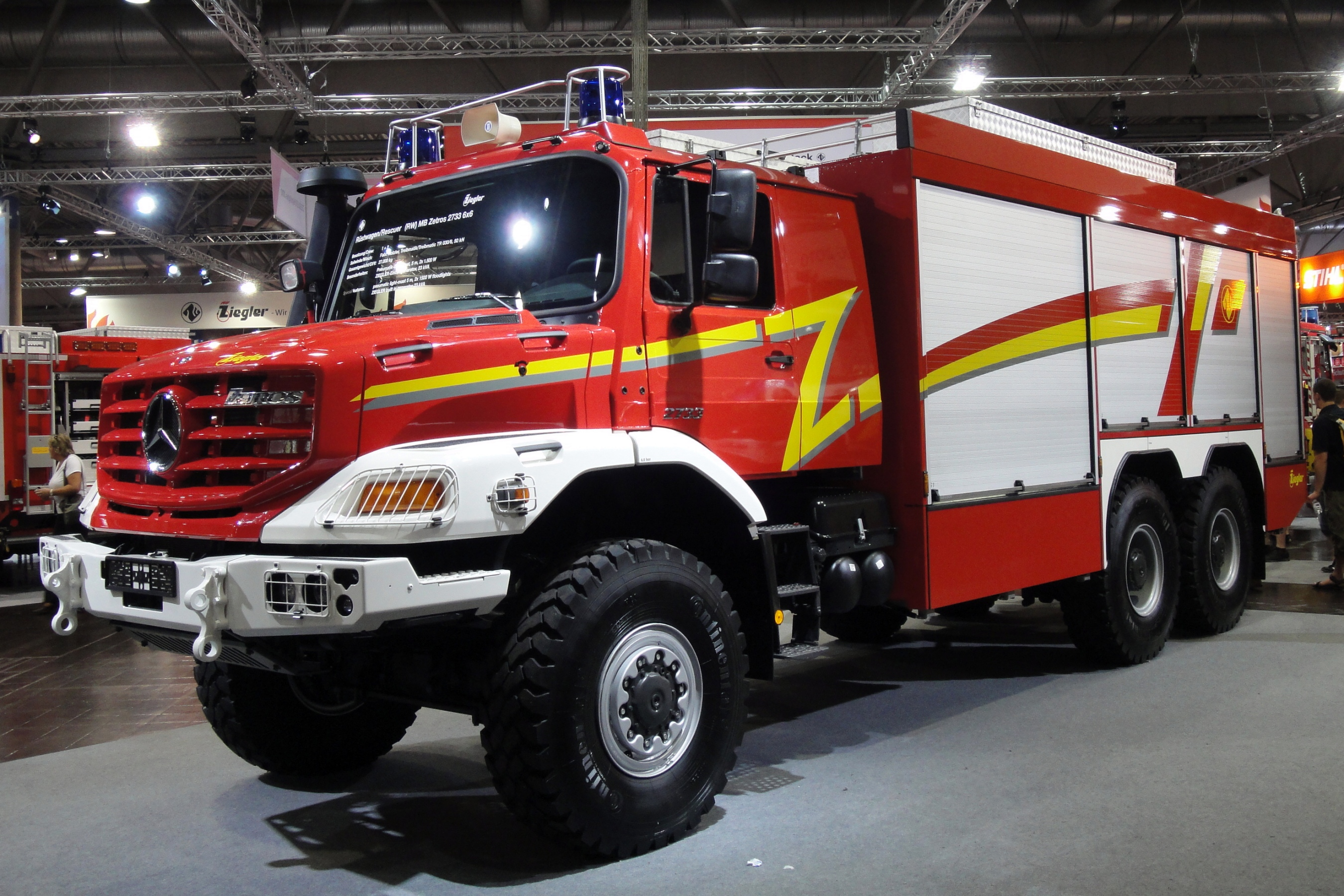
Mercedes-Benz Zetros 2733 w zabudowie do straży pożarnej
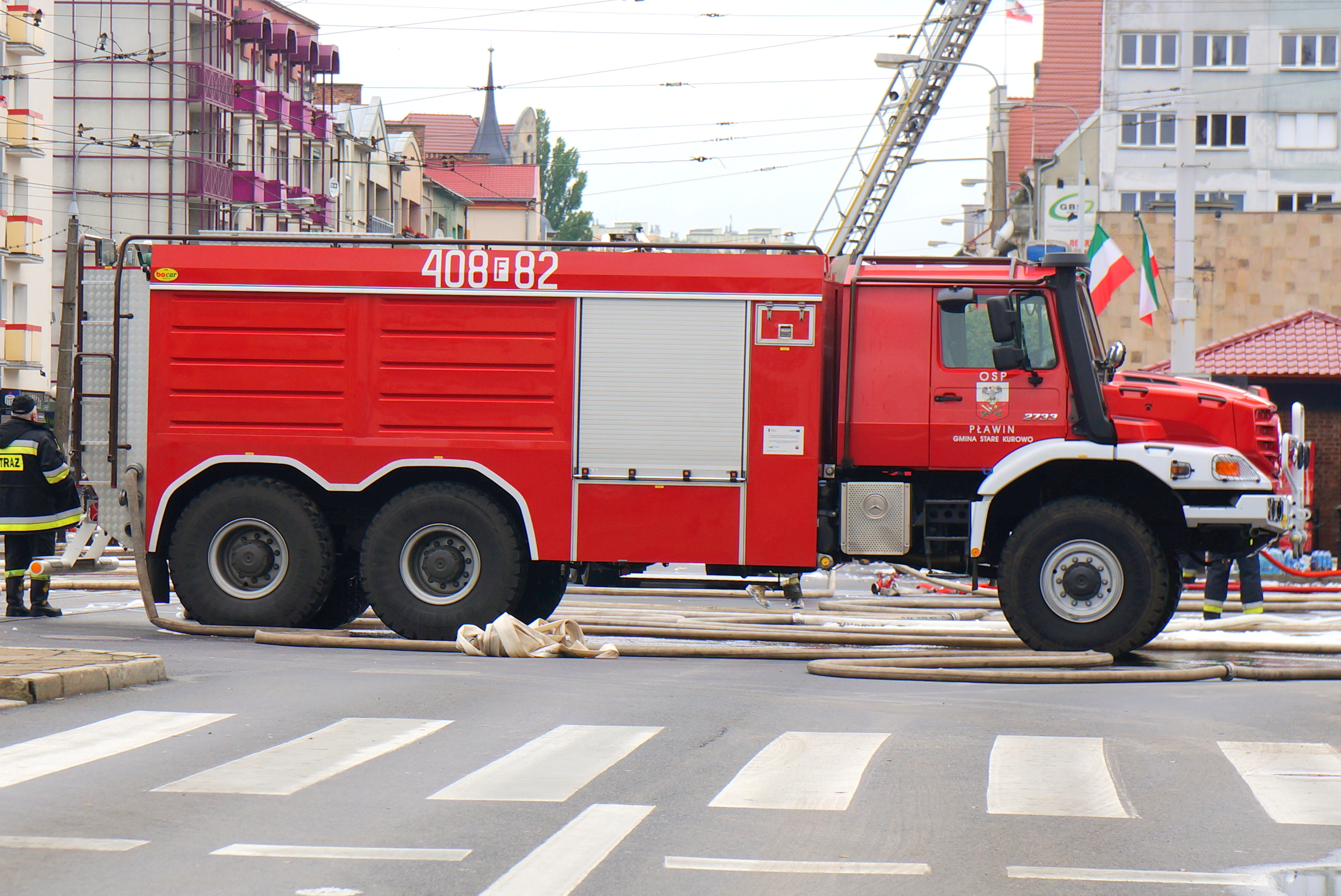
Mercedes-Benz Zetros 2733 podczas akcji gaśniczej (2017)